# Staudernheim
Staudernheim là một đô thị thuộc huyện Bad Kreuznach trong bang Rheinland-Pfalz, phía tây nước Đức. Đô thị Staudernheim có diện tích 11,48 km², dân số thời điểm ngày 31 tháng 12 năm 2006 là 1519 người.